# Chiesa di San Benedetto (Grosseto)
La chiesa di San Benedetto era un edificio religioso situato nel centro storico di Grosseto.
La sua ubicazione era nella parte nord-occidentale del centro storico, nell'area in cui sorge il bastione Garibaldi delle mura di Grosseto, e si trovava nelle vicinanze del monastero della Santissima Annunziata, anch'esso perduto.

## Storia
La fondazione della chiesa risale all'epoca alto-medievale ed è documentata per la prima volta nel 1199 come dipendente dall'abbazia di Santa Maria Alborense sui monti dell'Uccellina. L'edificio religioso, oltre a costituire una seconda sede per l'abate, era storicamente collegato anche all'abbazia di San Bartolomeo a Sestinga, visti i rapporti che vi erano con gli abati di entrambi i complessi. In un atto dell'11 ottobre 1248 si legge come presso la chiesa di San Benedetto l'abate Enrico stipulò un atto di donazione da parte di un certo Michele di Massa e sua moglie Berta di un orto fuori Porta Nuova e una casa a Grosseto in «vicinato Castellare». Sempre nella chiesa di San Benedetto è sottoscritto l'atto di transazione del 1307 del castello di Montecalvoli e i beni annessi, ceduti dall'abbazia al Comune di Grosseto.
La demolizione della chiesa avvenne nella seconda metà del XVI secolo, per permettere i lavori di edificazione della nuova cinta muraria voluta dai Medici. La chiesa risultava ancora esistente nel 1561, mentre nel resoconto della sua visita apostolica del 15 febbraio 1576, il vescovo di Perugia Francesco Bossi dichiarava che recatosi sul luogo dove sorgeva la chiesa di San Benedetto, non aveva trovato alcuna traccia rimasta dell'edificio. Quasi sicuramente l'edificio religioso venne demolito quando venne realizzata la cortina muraria tra il baluardo di San Michele e quello che prese il nome di baluardo delle Monache, dal vicino monastero della Santissima Annunziata, anch'esso demolito (1565-1577).

## Descrizione
La chiesa di San Benedetto è localizzabile nell'area dove sorge il bastione Garibaldi; una via congiungeva la chiesa al vicino monastero della Santissima Annunziata, localizzato lungo via Mazzini nei pressi del Teatro degli Industri, mentre un «fossone» andava dalla chiesa al pozzo di San Pietro (oggi in piazza Socci), percorrendo quella che era "via della Gavina", l'attuale "via Bertani".
Dato il periodo di costruzione, l'edificio religioso doveva presentarsi in stile romanico.